# Plazandreok
Plazandreok es un partido político del País Vasco (España) creado en 1995 en San Sebastián y que se presenta como "plataforma política de mujeres". Plazandreok es una agrupación feminista, realizando actividades en tal sentido. Ha obtenido siempre resultados testimoniales.

## Trayectoria política
Su nombre resulta difícilmente traducible del euskera al castellano y viene a significar "nosotras las mujeres de la plaza" (las que toman parte activa en la vida pública). En euskera existe la palabra "plazagizon" (hombre de la plaza) para referirse al hombre público pero no existe propiamente un nombre paralelo para nombrar a las mujeres. Las mujeres de Plazandreok inventan un nombre para reivindicar una realidad desde el convencimiento de que lo que no se nombra no existe.
Ha participado en las elecciones municipales de 1995, 1999, 2003, 2007, 2011 y 2015 presentando candidaturas al consistorio donostiarra. En 1999 presentó además candidaturas a las Juntas Generales de Guipúzcoa y de Vizcaya y en 2003, 2007 y 2011 presentó también candidaturas a algunas circunscripciones de las Juntas Generales de Guipúzcoa. 
Sus promotoras buscaban la participación directa del movimiento feminista en las instituciones. Su aparición tuvo gran notoriedad y crearon algunas expectativa. Nunca han llegado a obtener cargos electos, pero su influencia ha sido notable.

### Elecciones municipales de 1995
En mayo de 1995 Plazandreok se presentó por primera vez a las elecciones municipales de San Sebastián. La candidata era Juana Aranguren Rica. Su lema de campaña fue "Ni voz, ni voto". Obtuvieron 2.287 votos (2,41%), siendo la segunda candidatura menos votada.

### Elecciones municipales y forales de 1999
En mayo de 1999 Plazandreok se presentó por segunda vez a unas elecciones municipales y planteó su candidatura por primera vez en juntas generales de todas las circunscripciones de Guipúzcoa y Vizcaya. El lema de campaña esta vez fue "¿Y si le cambiamos el sexo?" ("Eta sexua aldatzen badiogu") y detrás de él descansaba toda una reivindicación de que la política debía cambiar de sexo. Juana Aranguren Rica fue de nuevo candidata a la alcaldía de San Sebastián.

### Elecciones municipales y forales de 2003
En mayo de 2003 Plazandreok concurrió por tercera vez a las elecciones municipales y forales. Asun Urbieta fue la nueva candidata a la alcaldía de San Sebastián y Arantza Campos Rubio la candidata a la Diputada General de Guipúzcoa. En San Sebastián consiguieron 611 votos (0,59%) y 973 votos (0,29%) en las Juntas Generales de Guipúzcoa. El lema de campaña fue "Todos los derechos para todas las mujeres (hombres incluidos)".

### Elecciones municipales y forales de 2007
Plazandreok presentó candidatura al ayuntamiento de San Sebastián y a las circunscripciones de Donostialdea y Bidasoa-Oiartzun para las elecciones a Juntas Generales. Asun Urbieta era la candidata al Ayuntamiento de San Sebastián y Arantxa Olañeta la candidata a Diputada General. Plazandreok presentaba por primera vez hombres en su lista electoral municipal de acuerdo con la Ley estatal para la Igualdad efectiva aprobada en marzo de 2007. Las candidaturas a las elecciones forales estaban compuestas exclusivamente por mujeres, al regirse por la Ley Vasca de Igualdad.
En San Sebastián mantuvieron el número de sufragios conseguidos en 2003 (585 votos, 0,79%), y obtuvieron 1.533 votos (0,58%) en Juntas Generales de Guipúzcoa.

### Elecciones municipales y forales de 2011
Plazandreok se presentó de nuevo a las elecciones municipales en San Sebastián y a las elecciones forales en las circunscripciones de Donostialdea y Bidasoa-Oiartzun. Su candidata al ayuntamiento fue Juana Aranguren Rica y la candidata a Diputada General fue Asun Urbieta. De nuevo les acompañaron en sus listas hombres independientes, esta vez también en las listas a Juntas Generales después de que el Partido Popular presentara un recurso a esta excepción de la ley vasca. Plazandreok logró el peor resultado municipal de su historia en la capital guipuzcoana. Consiguieron 453 votos (0'54% del voto), y fueron la penúltima fuerza más votada, solamente superando al Partido Liberal Independiente. Su resultado para Juntas Generales fue también el peor resultado cosechado por esta formación, consiguiendo incluso menos votos en toda la circunscripción de Donostialdea que solamente en la capital para municipales. Cosechó 441 votos en toda la comarca de Donostialdea (0'4% del voto), y fue el partido menos votado de cuantos se presentaron. En la comarca de Bidasoa-Oiartzun obtuvieron un resultado aún peor, puesto que solo lograron el apoyo de 145 votantes (un 0'23% del voto), siendo también la fuerza menos votada en esta circunscripción.

### Elecciones municipales y forales de 2015
Concurren con la denominación Plaz! candidatura feminista, no de mujeres (ya que el feminismo no atañe solo a las mujeres) con Josebe Iturrioz López como cabeza de lista al ayuntamiento de San Sebastián. Plaz consiguió 864 votos en la ciudad de San Sebastián (0,90% del voto).

## Plazandreok como grupo feminista
Desde que se creó en 1994, Plazandreok ha mantenido su "doble personalidad" de partido político en fechas electorales y de grupo feminista activo durante el resto del tiempo. Plazandreok participa desde entonces en la Coordinadora Feminista de Euskal Herria y ha estado presente en la organización de las jornadas feministas de Euskal Herria. Ha participado y participa en diferentes plataformas que se han ido creando en los últimos años (Ley de Igualdad, Cuidados...) a nivel Euskal Herria. En San Sebastián es además miembro activo en el Consejo de Igualdad, en el Foro Mujeres y Ciudad y en la Casa de las Mujeres de San Sebastián.
Durante todos estos años Plazandreok ha organizado jornadas y actividades para reflexionar sobre diferentes temas que afectan la vida de las mujeres. Así, Plazandreok ha sido pionera en su contexto en la reflexión sobre urbanismo y género, sobre participación ciudadana, sobre mujeres y procesos de paz. En los últimos años además ha consolidado dos citas anuales: el Feministaldia (Festival de Cultura Feminista), desde 2006 y las Jornadas sobre Feminismo y Laicidad.